# Bakuretsu tenshi
Bakuretsu tenshi (爆裂天使, litt. l'« Ange explosif »), aussi connue sous le titre Burst Angel en Occident, est une série télévisée d’animation japonaise dirigée par Koichi Ohata (en), d'après un scénario de Gobino Shipounded et produite par le studio d'animation GONZO.
La série a été diffusée sur TV Asahi du 6 avril 2004 au 14 septembre 2004 pour un total de 24 épisodes. Un OAV, Burst Angel - Infinity, est également sorti le 23 mars 2007.

## Synopsis
Tōkyō au XXIe siècle, dans un futur proche...
Un grand tremblement de terre ainsi que la présence de firmes étrangères ont amené chaos et corruption au cœur de la ville : les quartiers de Shibuya, Roppongi et Akihabara sont rapidement devenus des zones de non-droit obligeant les autorités à mettre sur pied une section spéciale de milices équipées de mecha armés de gros calibres, la RAPT (Recent Armed Police of Tokyo, litt. la « Police Armée Récente de Tōkyō »), pour faire régner l'ordre.
Si la police ne semble pas faire peur aux criminels, ils redoutent par contre un quatuor de jeunes femmes adeptes de « Gunfight » et d'explosions en tout genre : toutefois, la manière d'opérer ainsi que la motivation de ce groupe de mercenaires sont encore inconnues.

## Personnages

### Principaux
Trois des quatre héroïnes portent des prénoms inspirés du roman Les Quatre Filles du docteur March.
D'après les créateurs de la série, chacune d'elles représenterait également un concept du temps (le passé pour Sei ; le présent pour Meg ; l'avenir pour Amy ; et enfin, l'intemporel pour Jo).

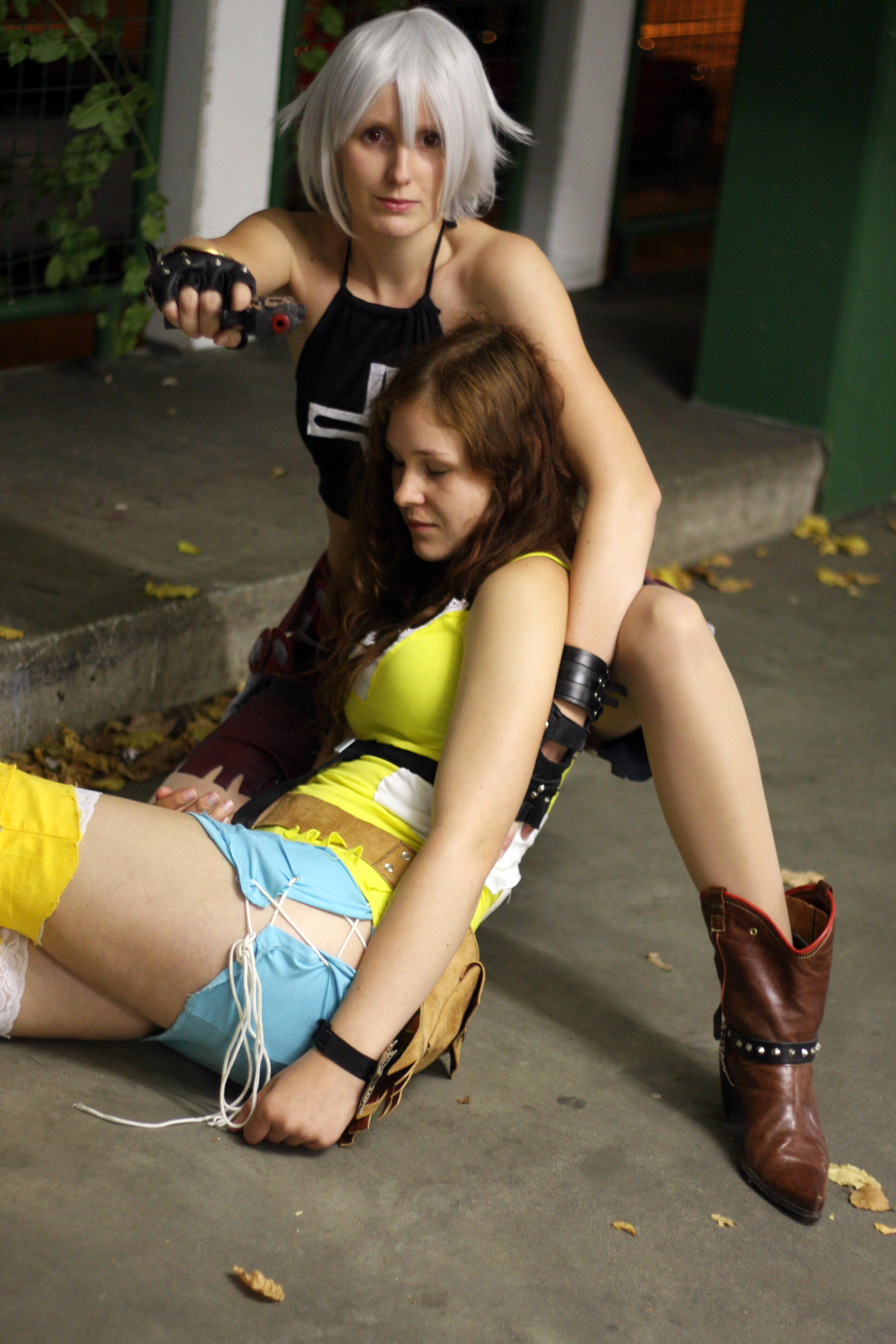
Déguisements amateurs de Jo (en arrière‑plan) et Meg (en avant‑plan) durant la Connichi 2012 à Cassel (Allemagne).

Jo (ジョウ, Jou) / l'« Ange des Enfers » (爆裂天使, Bakuretsu tenshi, litt. l'« Ange explosif ») (surnom)
Voix japonaise : Akeno Watanabe
Âgée de 17 ans et surentraînée, la meilleure combattante du groupe au tir, au corps à corps ainsi qu'entre machines aux commandes de son mecha « Jango », elle est exécutante et se bat à courte et moyenne portées avec deux armes de poing jumelles.
Son allure peu habituelle la rend notable : des cheveux blancs, des yeux rouges, une tenue vestimentaire originale et surtout, un flegme à toute épreuve. À l'instar d'une semi-légende urbaine, elle est connue dans leur milieu par son surnom éponyme à la série.
« Meg » (メグ, Megu) (diminutif) / Megumi (メグミ)
Voix japonaise : Megumi Toyoguchi
Âgée de 15 ans et dotée d'un sale caractère, elle possède un talent certain pour s'attirer de gros ennuis, apparaissant souvent dans l'histoire comme la jeune sœur à protéger.
Elle possède malgré cela une très bonne précision à l'arme à feu, servant souvent de soutien tactique sur le terrain.
Amy (エイミー, Eimī)
Voix japonaise : Mikako Takahashi
La benjamine de 11 ans de cette « famille » de circonstance est un petit génie en informatique.
De par son jeune âge, elle laisse ses « grandes sœurs » s'occuper des batailles sur le terrain et les appuie à distance depuis ses installations informatiques personnelles.
Sei (セイ)
Voix japonaise : Rie Tanaka
Âgée de 19 ans et dotée d'une certaine maturité, elle est l'aînée du groupe et a une douceur assez maternelle vis à vis de ses cadettes.
Membre traditionaliste d'origine chinoise d'une famille organisée, le « Syndicat », c'est elle qui entretient leur quatuor, sert d'intermédiaire et choisit les contrats qu'elles devront honorer.

### Secondaires

#### Entourage du quatuor
Kyōhei Tachibana (立場無恭平, Tachibana Kyouhei)
Voix japonaise : Yūji Ueda
Jeune étudiant débrouillard, il est débauché au début de l'histoire par le quatuor afin de venir travailler dans leur « foyer », un véhicule automobile habitable.
Vu qu'elles négligeaient leur alimentation à cause de leur style de vie ainsi que leur travail, ses talents de cuisinier ont convaincu Sei de l'engager. Il est versé dans les cuisines japonaise, chinoise, italienne et française.
Leo Jinno (仁野レオ, Jinno Reo)
Voix japonaise : Sugou Takayuki (ja)
Créateur de Jango, le mecha piloté par Jo.
Il est chargé pour le quatuor de sa maintenance ainsi que de sa coordination.

#### Forces de l'ordre

##### Police duHanshin
Takane Katsu (勝鷹音, Katsu Takane)
Voix japonaise : Risa Hayamizu (ja)
Une jeune policière originaire d'Ōsaka, membre de lʼÉquipe d'enquête spéciale mobile indépendante ー Première Division d'assaut, Unité Taka (« Faucon ») de la Police du Hanshin (阪神警察強襲一課鷹部隊 独立機動特捜班, Hanshin keisatsu kyōshū ichika takabutai ‑ Dokuritsu kidō tokusō-han). Elle est également la fille du chef Katsu, de la même police.
Ancienne cheffe bōsōzoku (de seconde génération) repentie, armée en toute circonstance d'un bokken et poursuivant la racaille au guidon de sa moto, elle est une idéaliste extrêmement attachée à sa ville ainsi qu'à ses habitants et possède un sens du devoir exacerbé, en plus d'une soif de justice qui la pousse parfois à l'excès de zèle dans ses méthodes pour arrêter les criminels (quitte à provoquer elle-même des troubles).
le Chef Katsu (勝署長, Katsu-shochō)
Voix japonaise : Kazuhiko Kishino (ja)
Le très respecté chef de police d'Ōsaka ainsi que père de Takane.
Sa fille a hérité de son sens de l'honneur ainsi que de la justice. En dépit de ce que pourraient laisser à penser les apparences, il se fait beaucoup de soucis pour elle.
Il manifeste un profond dégoût envers le gouvernement tokyoïte ainsi que, plus tard, Glenford et sa RAPT.

##### Police de New York
Sam (サム, Samu)
Voix japonaise : Masayuki Omoro (ja)
Un policier que Meg a volé quand elle était plus jeune.
Dans ses souvenirs, il est sous-entendu qu'il aurait eu une famille, une femme et une fille qui seraient mortes antérieurement à leur rencontre, alors qu'il emporte partout avec lui la poupée de son enfant.
Il sauve Charlie et Shirley de chutes de débris sur la zone d'affrontement entre Jo et Lava. Il adopte ensuite les trois plus jeunes des Orphelins, tandis que Meg accompagne Jo pour suivre leur propre voie.

### Antagonistes

#### Gouvernement de Tōkyō
Ishihara (石原)
Voix japonaise : Katsuhisa Houki (ja)
Le gouverneur de Tōkyō et fondateur de la RAPT.
Bien qu'il prétend vouloir restaurer la ville comme une capitale pacifique et sans criminalité, il use néanmoins de méthodes radicales et impitoyables d'exécution de criminels, et blâme les autres sociétés et entreprises pour ses lacunes.

#### RAPT (Recent Armed Police of Tokyo)
Ricky Glenford (リッキーグレンフォード, Rikkī Gurenfōdo)
Voix japonaise : Yukitoshi Hori
Le chef de la RAPT.

#### Anges
Jeunes femmes étranges, se sont des machines à tuer qui semblent liées au passé de Jo.
Nonobstant cette dernière, deux sont introduites dans l'histoire :
- Lava (ラヴァー, Ravā?)

Voix japonaise : Mayumi Asano
- Maria (マリオ?)

Voix japonaise : Kyouko Hikami

### Autres

#### Les Orphelins
Ils forment, avant sa rencontre avec Jo, une bande de jeunes enfants des rues menés par Meg.
Nonobstant cette dernière, qui en est également l'aînée, il se compose par ordre d'ancienneté de :
- Dorothy (ドロシー, Doroshī?)

Voix japonaise : Kei Kobayashi (ja)
Une Afro-Américaine qui seconde Meg dans leurs larcins.
- Charlie (チャーリー, Chārī?)

Voix japonaise : Sachi Matsumoto (ja)
Un Caucasien cynique qui se charge de veiller sur leur cadette.
- Shirley (シャーリー, Shārī?)

Voix japonaise : Kozue Yoshizumi (ja)
Une fillette mutique.

#### Autre
Akio Fudo (明王, Akio)
Voix japonaise : Toshihide Tsuchiya (ja)
Un ancien condisciple et ami proche de Kyōhei.
Il a toutefois, depuis cette époque, fait de mauvais choix dans sa vie : influencé et embrigadé par un yakuza plus âgé qu'il considérait comme un frère spirituel, il est devenu un cyborg qui se fait utiliser comme une vulgaire arme.

## Média et supports

### Série animée
Burst Angel est à mi-chemin entre le post-apocalyptique et le western (défini comme un « western spaghetti » par Koichi Ohata (en) et son équipe) avec des Filles armées comme héroïnes.

#### Liste des épisodes
| Série télévisée d'animation | Série télévisée d'animation                | Série télévisée d'animation                           | Série télévisée d'animation |
| No | Titre de l'épisode en français             | Titre original                                        | Date de 1re diffusion       |
| --- | ------------------------------------------ | ----------------------------------------------------- | --------------------------- |
| 1 | L'enfer approche doucement                 | 地獄が静かにやって来る Jigoku ga shizuka ni yattekuru | 7 avril 2004                |
| 2 | Le pistolero sans pitié                    | 情け無用のガン・ファイター Nasake muyō no Gan Faitā   | 14 avril 2004               |
| 3 | La ville où rugissent les bêtes            | 野獣の吠える街 Yajū no hoeru machi                    | 21 avril 2004               |
| 4 | Les frères meurent à l'aube                | 兄弟 暁に死す Kyōdai akatsuki ni shisu                | 28 avril 2004               |
| 5 | Le manoir où grouillent les démons         | 邪神蠢く館 Jashin ugomeku yakata                      | 5 mai 2004                  |
| 6 | Lavez cette école dans le sang !           | この花園を血で洗え! Kono hanazono wo chi de arae!     | 12 mai 2004                 |
| 7 | Noir comme le ciel                         | 黒い空 Kuroi sora                                     | 19 mai 2004                 |
| 8 | La fugitive blessée                        | 傷だらけの逃亡者 Kizu-darake no tōbōsha               | 26 mai 2004                 |
| 9 | La fête du dragon                          | パーティー・オブ・ザ・ドラゴン Pātī obu za Doragon    | 2 juin 2004                 |
| L'équipe infiltre une fête thématique chinoise se déroulant sur un bateau de croisière. |                                            |                                                       |                             |
| 10 | La zone électrique perdue                  | 電脳番外地 Den'nō bangaichi                           | 9 juin 2004                 |
| 11 | L'ange de l'est et le faucon de l'ouest    | 東の天使 西の鷹 Azuma no tenshi, nishi no taka        | 16 juin 2004                |
| Se rendant à Ōsaka dans le cadre de son travail, Jo se confronte toutefois à un adversaire local inattendu, une policière motarde aux méthodes aussi explosives qu'elle du nom de Takane.                                                   |                                            |                                                       |                             |
| 12 | La tour Tsūtenkaku baignée de larmes       | 通天閣は涙に濡れて Tsūtenkaku wa namida ni nurete     | 23 juin 2004                |
| À l'insu de ses habitants, un complot gouvernemental entre les dirigeants de Tōkyō et la RAPT menace la ville natale de Takane. |                                            |                                                       |                             |
| 13 | Un peuple se lève ! Combat sanglant !      | 血戦! 浪速愚連隊 Kessen! Naniwa gurentai              | 30 juin 2004                |
| La police du Hanshin ainsi que les habitants d'Ōsaka prennent les armes et se soulèvent pour protéger leur ville de ses assaillants. |                                            |                                                       |                             |
| 14 | Enfants sauvages                           | ワイルド・キッズ Wairudo Kizzu                        | 7 juillet 2004              |
| Antépisode narrant la rencontre entre Jo et Meg, à l'époque où elle survivait dans les rues de New York en tant que meneuse d'une bande d'orphelins. Note : L'histoire de cet épisode est chronologiquement antérieure à celle de la série. |                                            |                                                       |                             |
| 14.5 (OVA) | Burst Angel - Infinity                     | 爆裂天使 -INFINITY- Bakuretsu tenshi -INFINITY-       | 23 mars 2007                |
| Jo accompagne Meg, qui retourne à New York pour revoir les enfants de son ancienne bande d'orphelins des rues. Note : Cet OVA fait suite à l'histoire de l'épisode 14.                                                                      |                                            |                                                       |                             |
| 15 | La mer, des maillots de bain et un monstre | 海と水着と大海獣 Umi to mizugi to daikaijū            | 14 juillet 2004             |
| Le quatuor, Kyōhei et Leo décident d'aller se détendre ensemble dans un tout nouveau complexe accueillant un parc aquatique. |                                            |                                                       |                             |
| 16 | Un ogre vil tapi dans l'ombre              | 魔境戦鬼 Makyō senki                                  | 21 juillet 2004             |
| Tandis qu'elle est en pleine mission, Jo expérimente un phénomène surnaturel et inexplicable qui la propulse dans le passé, à une lointaine époque.                                                                                         |                                            |                                                       |                             |
| 17 | Deux anges, une collision !                | 激突! 二人の天使 Gekitotsu futari no tenshi           | 28 juillet 2004             |
| 18 | L'ami immortel                             | 不死身の同級生 Fujimi no dōkyūsei                     | 4 août 2004                 |
| Kyōhei retrouve par hasard Akio, un ancien condisciple et ami proche de l'époque. Celui-ci a toutefois bien changé entretemps. |                                            |                                                       |                             |
| 19 | Une ruse, 24 heures                        | 謀略 24時間 Bōryaku 24-jikan                          | 11 août 2004                |
| 20 | L'autoroute de la mort                     | 皆殺しのハイウェイ Minagoroshi no Haiwei              | 18 août 2004                |
| 21 | Tirez sur le tombeau métallique            | 鉄の墓標に弾丸を Tetsu no bohyō ni dangan wo          | 25 août 2004                |
| 22 | Un démon amoureux                          | 恋する悪魔 Koisuru akuma                              | 1er septembre 2004          |
| 23 | Exécution sur une mer rouge de sang        | 赤い海の処刑場 Akai umi no shokeiba                   | 8 septembre 2004            |
| Afin de sauver Meg, Jo reprend avec Maria leur affrontement à mort, là où tout a commencé. |                                            |                                                       |                             |
| 24 | Anges et explosions                        | 天使、爆裂! Tenshi, bakuretsu!                        | 15 septembre 2004           |
| Jo, épaulée par ses alliés, décide de voler une ultime fois à la rescousse de Sei pour en finir avec le Syndicat ainsi que la RAPT. |                                            |                                                       |                             |

#### Musique

##### Génériques
La musique du générique d'ouverture est Loosey, interprétée par THE STRiPES. Celle du générique de fin est Under the Sky, interprétée par cloudica.
| Bakuretsu Tenshi / Burst Angel (爆裂天使) | Bakuretsu Tenshi / Burst Angel (爆裂天使) | Bakuretsu Tenshi / Burst Angel (爆裂天使) | Bakuretsu Tenshi / Burst Angel (爆裂天使) | Bakuretsu Tenshi / Burst Angel (爆裂天使) | Bakuretsu Tenshi / Burst Angel (爆裂天使) |
| Début                                     | Début                                     | Début                                     | Fin                                       | Fin                                       | Fin                                       |
| Épisodes                                  | Titre                                     | Artiste                                   | Épisodes                                  | Titre                                     | Artiste                                   |
| ----------------------------------------- | ----------------------------------------- | ----------------------------------------- | ----------------------------------------- | ----------------------------------------- | ----------------------------------------- |
| 1-24                                      | Loosey                                    | THE STRiPES                               | 1-24                                      | Under the Sky                             | cloudica                                  |

La musique de scène, Hitoshizuku, est composée et interprétée par Shinji Kakijima, qui est accompagné à la guitare basse par le compositeur de la série.
| Titre                                | Artiste                                     |
| ------------------------------------ | ------------------------------------------- |
| Hitoshizuku (一雫) (bande originale) | Shinji Kakijima (柿島伸次, Kakijima Shinji) |

##### Bande originale
La bande originale de la série animée, sortie sur double disque compact, est composée par Masara Nishida (ja) (dit Masala Nishid.).
Les compositions sont en majorité empreintes de musique western.
Liste des titres
| Disque 1 : SIDE‐1 (VICL-61384) | Disque 1 : SIDE‐1 (VICL-61384)              | Disque 1 : SIDE‐1 (VICL-61384) | Disque 1 : SIDE‐1 (VICL-61384) | Disque 1 : SIDE‐1 (VICL-61384) | Disque 1 : SIDE‐1 (VICL-61384) | Disque 1 : SIDE‐1 (VICL-61384) | Disque 1 : SIDE‐1 (VICL-61384) | Disque 1 : SIDE‐1 (VICL-61384) | Disque 1 : SIDE‐1 (VICL-61384) |
| No                             | Titre                                       | Paroles                        | Interprète                     | Durée                          |                                |                                |                                |                                |                                |
| ------------------------------ | ------------------------------------------- | ------------------------------ | ------------------------------ | ------------------------------ | ------------------------------ | ------------------------------ | ------------------------------ | ------------------------------ | ------------------------------ |
| 1.                             | 狂った果実 (Kurutta kajitsu)                |                                |                                | 2:00                           |                                |                                |                                |                                |                                |
| 2.                             | Loosey TV SIZE                              | HIDEBOH                        | THE STRiPES                    | 1:31                           |                                |                                |                                |                                |                                |
| 3.                             | 都市伝説 (Toshi densetsu)                   |                                |                                | 2:13                           |                                |                                |                                |                                |                                |
| 4.                             | 計略地図 (Keiryaku chizu)                   |                                |                                | 1:44                           |                                |                                |                                |                                |                                |
| 5.                             | 電脳都市 (Den'nō toshi)                     |                                |                                | 2:52                           |                                |                                |                                |                                |                                |
| 6.                             | 明日に向かって走れ (Asu ni mukatte hashire) |                                |                                | 2:32                           |                                |                                |                                |                                |                                |
| 7.                             | 窮屈な体温 (Kyūkutsuna taion)               |                                |                                | 1:36                           |                                |                                |                                |                                |                                |
| 8.                             | 破壊工作 (Hakai kōsaku)                     |                                |                                | 1:06                           |                                |                                |                                |                                |                                |
| 9.                             | 追跡のテーマ (Tsuiseki no tēma)             |                                |                                | 2:51                           |                                |                                |                                |                                |                                |
| 10.                            | 隠密行動 (Onmitsu kōdō)                     |                                |                                | 2:22                           |                                |                                |                                |                                |                                |
| 11.                            | 真実の顔 (Shinjitsu no kao)                 |                                |                                | 2:36                           |                                |                                |                                |                                |                                |
| 12.                            | 西の鷹 (Nishi no taka)                      |                                |                                | 2:32                           |                                |                                |                                |                                |                                |
| 13.                            | ジョウのテーマ PART Ⅱ (Jō no tēma PART Ⅱ)   |                                |                                | 2:09                           |                                |                                |                                |                                |                                |
| 14.                            | 壊れた時計 (Kowareta tokei)                 |                                |                                | 2:12                           |                                |                                |                                |                                |                                |
| 15.                            | 黙して語らず (Modashite katarazu)           |                                |                                | 2:15                           |                                |                                |                                |                                |                                |
| 16.                            | 関西爆走連合 (Kansai bakusō rengō)          |                                |                                | 2:15                           |                                |                                |                                |                                |                                |
| 17.                            | 短期決戦 (Tanki kessen)                     |                                |                                | 2:30                           |                                |                                |                                |                                |                                |
| 18.                            | 囁きとともに (Sasayaki to tomo ni)          |                                |                                | 1:54                           |                                |                                |                                |                                |                                |
| 19.                            | いつか優しい雨 (Itsuka yasashī ame)         |                                |                                | 2:04                           |                                |                                |                                |                                |                                |
| 20.                            | 揺れる月 (Yureru tsuki)                     |                                |                                | 1:54                           |                                |                                |                                |                                |                                |
| 21.                            | 両手に銃 (Ryōte ni jū)                      |                                |                                | 2:19                           |                                |                                |                                |                                |                                |
| 45:27                          |                                             |                                |                                |                                |                                |                                |                                |                                |                                |

| Disque 2 : SIDE‐2 (VICL-61385) | Disque 2 : SIDE‐2 (VICL-61385)                  | Disque 2 : SIDE‐2 (VICL-61385) | Disque 2 : SIDE‐2 (VICL-61385) | Disque 2 : SIDE‐2 (VICL-61385) | Disque 2 : SIDE‐2 (VICL-61385) | Disque 2 : SIDE‐2 (VICL-61385) | Disque 2 : SIDE‐2 (VICL-61385) | Disque 2 : SIDE‐2 (VICL-61385) | Disque 2 : SIDE‐2 (VICL-61385) |
| No                             | Titre                                           | Paroles                        | Interprète | Durée                          |                                |                                |                                |                                |                                |
| ------------------------------ | ----------------------------------------------- | ------------------------------ | --- | ------------------------------ | ------------------------------ | ------------------------------ | ------------------------------ | ------------------------------ | ------------------------------ |
| 1.                             | ジャンゴ出撃のテーマ (Jango shutsugeki no tēma) |                                | | 1:56                           |                                |                                |                                |                                |                                |
| 2.                             | 不透明な空 (Futōmeina sora)                     |                                | | 1:45                           |                                |                                |                                |                                |                                |
| 3.                             | ジョウのテーマ02 (Jō no tēma 02)                |                                | | 3:04                           |                                |                                |                                |                                |                                |
| 4.                             | 蜃気楼 (Shinkirō)                               |                                | | 2:26                           |                                |                                |                                |                                |                                |
| 5.                             | 獣の足跡 (Kemono no ashiato)                    |                                | | 2:09                           |                                |                                |                                |                                |                                |
| 6.                             | 秘密実験 (Himitsu jikken)                       |                                | | 2:24                           |                                |                                |                                |                                |                                |
| 7.                             | 銀色の秘密 (Gin'iro no himitsu)                 |                                | | 1:28                           |                                |                                |                                |                                |                                |
| 8.                             | 電脳催眠 (Den'nō saimin)                        |                                | | 1:44                           |                                |                                |                                |                                |                                |
| 9.                             | 戦闘態勢 (Sentō taisei)                         |                                | | 2:13                           |                                |                                |                                |                                |                                |
| 10.                            | 暁のテーマ (Akatsuki no tēma)                   |                                | | 1:55                           |                                |                                |                                |                                |                                |
| 11.                            | 反撃開始 (Hangeki kaishi)                       |                                | | 2:14                           |                                |                                |                                |                                |                                |
| 12.                            | 白昼夢 (Hakuchūmu)                              |                                | | 0:51                           |                                |                                |                                |                                |                                |
| 13.                            | 信頼のテーマ (Shinrai no tēma)                  |                                | | 2:28                           |                                |                                |                                |                                |                                |
| 14.                            | 白蘭の宴 (Byakuran no utage)                    |                                | | 1:27                           |                                |                                |                                |                                |                                |
| 15.                            | 駆ける独楽の如く (Kakeru koma nogotoku)         |                                | | 1:54                           |                                |                                |                                |                                |                                |
| 16.                            | 南洋双子の鼓動 (Nan'yō futago no kodō)          |                                | | 1:27                           |                                |                                |                                |                                |                                |
| 17.                            | 希望のテーマ (Kibō no tēma)                     |                                | | 1:14                           |                                |                                |                                |                                |                                |
| 18.                            | 白い雨 (Shiroi ame)                             |                                | | 1:03                           |                                |                                |                                |                                |                                |
| 19.                            | 鏡の自分 (Kagami no jibun)                      |                                | | 1:24                           |                                |                                |                                |                                |                                |
| 20.                            | 午後の花園 (Gogo no Hanazono)                   |                                | | 3:13                           |                                |                                |                                |                                |                                |
| 21.                            | 西からの珍客 (Nishi kara no chinkyaku)          |                                | | 1:40                           |                                |                                |                                |                                |                                |
| 22.                            | 夕日のガンウーマン (Yūhi no ganūman)            |                                | | 2:37                           |                                |                                |                                |                                |                                |
| 23.                            | 日常のテーマ (Nichijō no tēma)                  |                                | | 1:58                           |                                |                                |                                |                                |                                |
| 24.                            | 一雫 (Hitoshizuku)                              |                                | Shinji Kakijima (chant et harmonica) Masara Nishida (guitare basse) Hirokazu Ogura (guitares électrique et acoustique) Yūta Saitou (clavier) | 4:35                           |                                |                                |                                |                                |                                |
| 25.                            | Under the Sky TV SIZE-EDIT                      | B.Y.S.                         | cloudica | 1:36                           |                                |                                |                                |                                |                                |
| 50:45                          |                                                 |                                | |                                |                                |                                |                                |                                |                                |